# Odontoptila elaeoides
Odontoptila elaeoides är en fjärilsart som beskrevs av Louis Beethoven Prout 1920. Odontoptila elaeoides ingår i släktet Odontoptila och familjen mätare. Inga underarter finns listade i Catalogue of Life.